# Де-Мойн (аэропорт)
Международный аэропорт Де-Мойн (англ. Des Moines International Airport; (ИАТА: DSM, ИКАО: KDSM, FAA LID: DSM)) — аэропорт совместного использования, расположенный в 8 км к юго-западу от центра Де-Мойна, столицы Айовы. Международные рейсы не выполняются.
Кампус аэропорта площадью 6500 гектаров включает в себя две взлетно-посадочные полосы, 46 зданий, 7 парковок и терминал. Шесть коммерческих авиакомпаний выполняют рейсы из Де-Мойна (American, Allegiant, Delta, Frontier, Southwest и United). Аэропорт находится в ведении администрации аэропорта Де-Мойна.
В Национальном плане интегрированных аэропортовых систем на 2017–2021 годы он назван аэропортом основного коммерческого обслуживания. В 2016 году аэропортом воспользовались рекордные 2,48 миллиона пассажиров, что на 5 процентов больше, чем в 2015 году. В 2019 году трафик составил 2,92 миллиона пассажиров, что стало рекордом для аэропорта.
В аэропорту базируется 132-е авиакрыло Национальной воздушной гвардии Айовы.

## История
В 1920-х годах в районе Де-Мойна было несколько небольших аэродромов для авиации общего назначения и авиапочты. В 1929 году Генеральная ассамблея Айовы приняла закон, позволяющий городам продавать облигации и взимать взносы на строительство муниципальных аэропортов. Для аэропорта Де-Мойна рассматривалось более 80 участков, пока не было принято решение о строительстве на участке в 64,7 га сельскохозяйственных угодий к югу от города. Строительство аэропорта началось в 1932 году и завершилось в 1933 году. Первый пассажирский терминал аэропорта был построен вскоре после завершения строительства аэропорта. В 1950 году его заменил новый терминал, который несколько раз расширялся и реконструировался. Нынешние залы были построены в 1970 году одновременно с реконструкцией терминала. Сам аэропорт несколько раз расширялся и теперь занимает площадь 1062 га.
Первоначально аэропорт находился в ведении Департамента парков города Де-Мойн. В 1960-х годах в городе было создано отдельное управление авиации, а в 1982 году был создан отдельный Консультативный совет по авиационной политике. В 1986 году аэропорт был переименован в международный аэропорт Де-Мойна, чтобы подтвердить наличие в аэропорту офиса таможенной службы США.
В 2011 году администрация Де-Мойна передал аэропорт под контроль администрации аэропорта Де-Мойна. Город сохранил за собой право собственности на землю, но передал право собственности на все имущество и оборудование государственным органам. В свою очередь власти согласились взять землю в аренду на 99 лет.
В 2016 году аэропортом воспользовались рекордные 2,48 миллиона пассажиров, что на 5 процентов больше, чем в 2015 году. В отчетах Федерального управления гражданской авиации говорится, что в 2008 году аэропорт обслужил 919 990 пассажиров, 853 596 в 2009 году и 932 828 в 2011 году.
В июле 2021 года аэропорт объявил о планах стать базой для Allegiant Air.

### Реконструкция
Работы по реконструкции интерьеров аэропорта начались в 2009 году и завершились в 2010 году. Проект, разработанный Brooks Borg Skiles AE LLP, включал замену коврового покрытия, перекраску помещений, замену стоек регистрации, сидений, потолка, указателей и спринклерной системы пожаротушения. В модернизацию также был включен проект общего пользования, позволяющий любой авиакомпании использовать любые выходы на посадку в аэропорту. В вестибюле C также был построен новый туалет, чтобы обеспечить возможность расширения вестибюля в будущем. В аэропорту также были модернизированы возможности обработки багажа за счет расширения мощностей багажных каруселей.
Помимо работ внутри пассажирского терминала, в аэропорту строились пункт проката автомобилей и новые парковки.
На протяжении 2022 и 2023 годов в аэропорту велось капитальное строительство, включающее полную реконструкцию взлетно-посадочной полосы 05/23 и продолжающееся (по состоянию на 14 сентября 2023 года) работы на взлетно-посадочной полосе 31/13.

### Новый терминал
В апреле 2022 года международный аэропорт Де-Мойна опубликовал исследование, в котором призвал построить новое здание терминала взамен нынешнего. В старых планах пропускная способность аэропорта ограничивалась 17 выходами на посадку, что на 5 больше, чем в нынешнем проекте терминала. Новый план предусматривает минимум 18 гейтов с возможностью дальнейшего расширения до 22 гейтов и 5 дополнительных парковочных мест для коммерческих самолетов, при этом проект строится поэтапно для снижения затрат. План также включает таможенную и пограничную службу США в аэропорту, чтобы обеспечить обработку международных пассажиров.
В мае аэропорт обратился к близлежащим городам и округам с просьбой выделить более 2 миллионов долларов на планы расширения аэропорта. Работы над новым проектом терминала начнутся в 2024 году, ориентировочная стоимость проекта составит 769 миллионов долларов.

## Инфраструктура

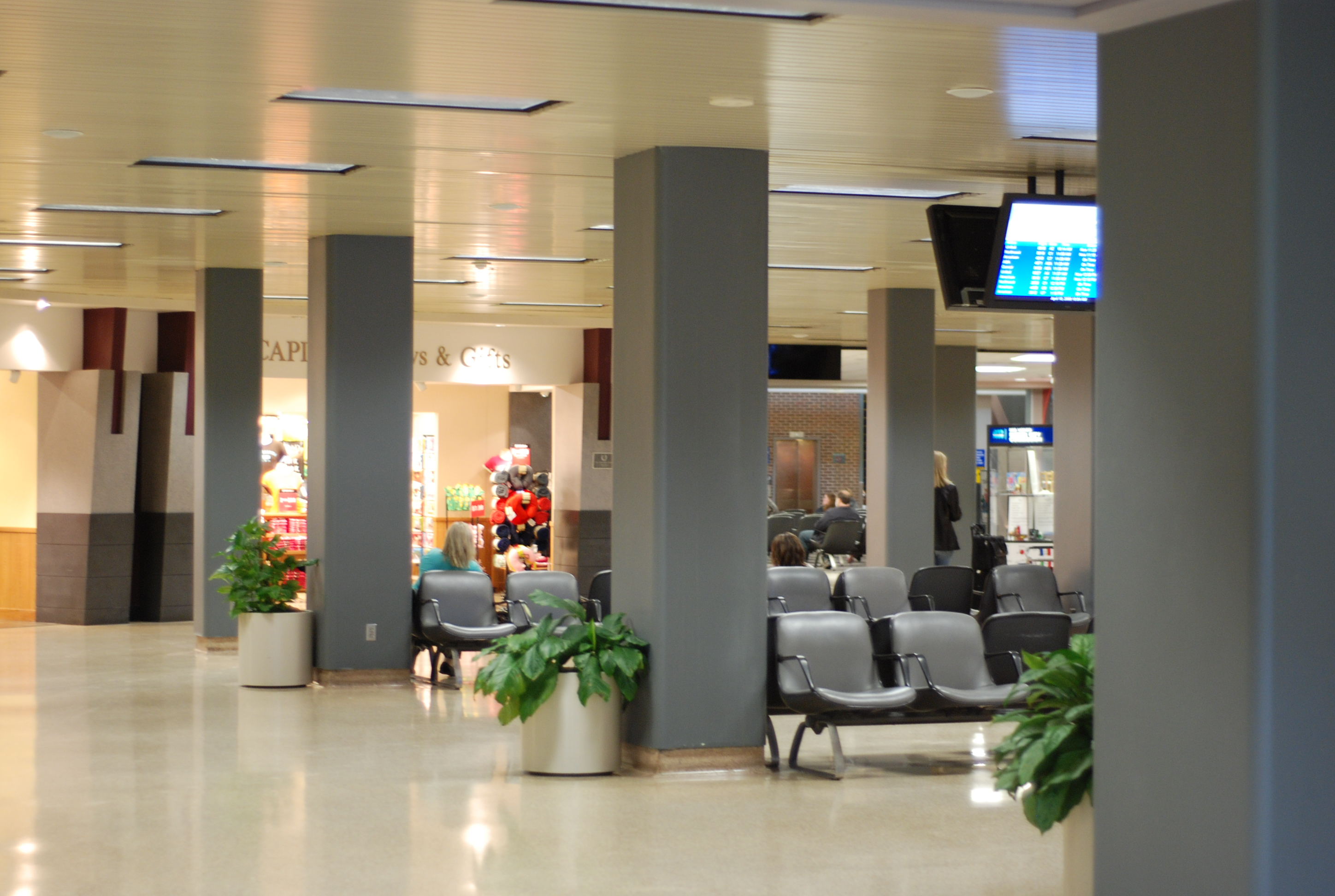
Вестибюль аэропорта, 2008 год

Аэропорт занимает площадь 1062 га и расположен на высоте 292 м над уровнем моря. Он имеет две взлетно-посадочные полосы: 05/23 размером 2012 х 46 м; 13/31 — 2744 х 46 м.
В 2021 году, в аэропорту было выполнено 66 320 рейсов, в среднем 182 в день: 44% авиалиний, 9% воздушных такси, 44% авиации общего назначения и 4% военных. Тогда в аэропорту базировалось 105 самолетов: 63 одномоторных, 16 многомоторных, 23 реактивных и три вертолета.
Терминал имеет два зала; вестибюль А с гейтами А1–A5 (используется Allegiant Air, Southwest Airlines, United Airlines и United Express) и вестибюль C с гейтами C1–C7 (используется American Airlines, American Eagle, Delta Air Lines, Delta Connection, Allegiant Air и Frontier Airlines).
Три парковочных места с маркировкой B используются для обслуживания легких самолетов и временной стоянки авиалайнеров.
В аэропорту находится база технического обслуживания Endeavour Air.

## Военная база

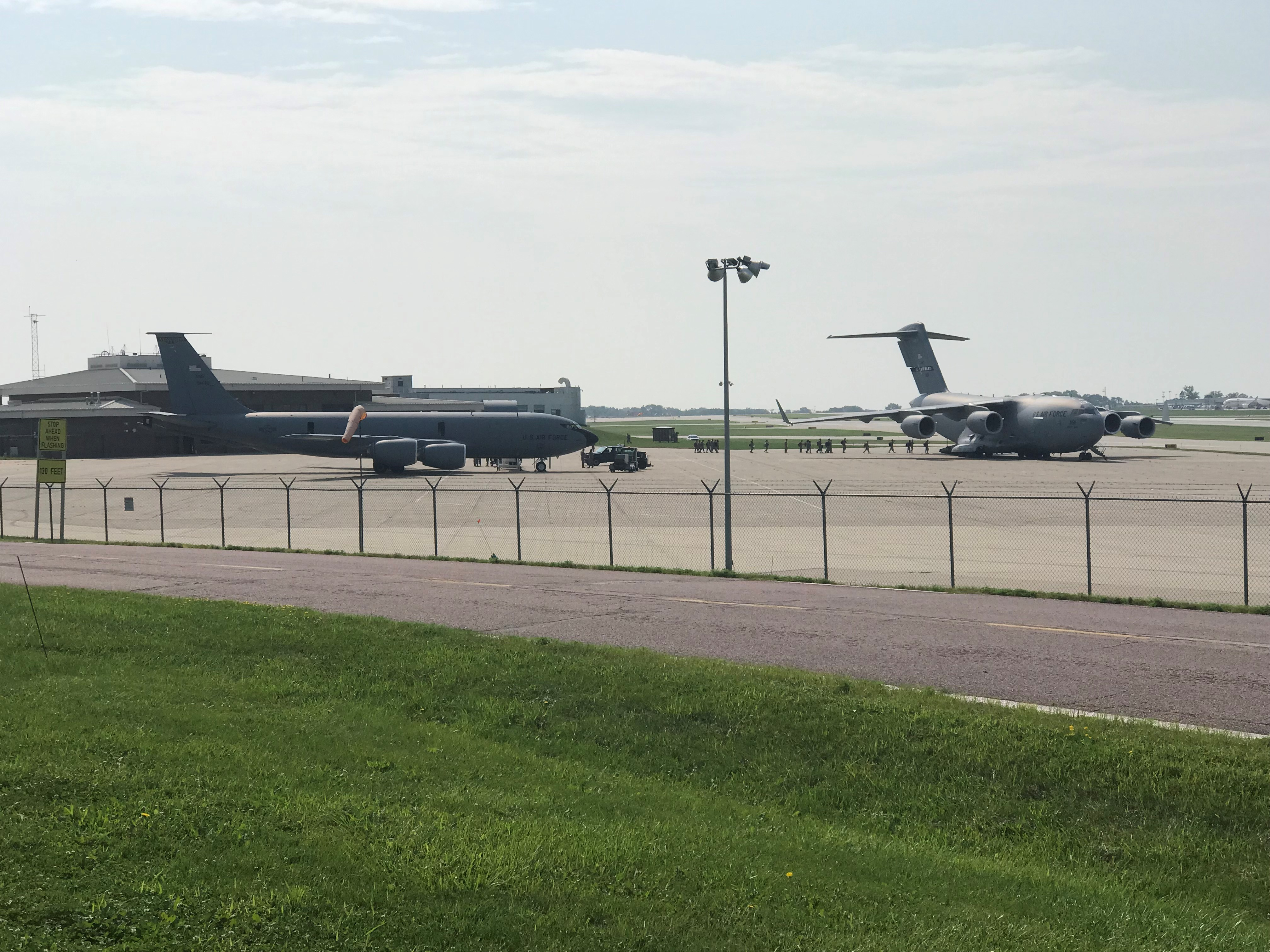
Летчики 132-го крыла Национальной воздушной гвардии Айовы садятся на самолет C-17 Globemaster III Национальной гвардии Нью-Йорка в рамках учений на случай непредвиденных обстоятельств летом 2021 года.

Национальная гвардия Айовы с 1960-х годов занимает территорию, расположенную в конце взлетно-посадочной полосы, и является базой 132-го крыла.
В связи с возросшей потребностью в БПЛА, разведке, наблюдении и кибервойне в 21 веке ВВС США, начиная с 2013 года, перевели 132-е крыло из истребительного подразделения на F-16 Falcon в подразделение ISR и кибервойны. Это положило конец почти 70-летней истории истребительного авиакрыла, ранее летавшего на P-51 Mustang, затем на F-84 Thunderstreak, F-100 Super Sabre, A-7 Corsair II и, наконец, перешедшем на F-16 Falcon в 1980-х годах. Первоначально, в 2014 году рассматривалась возможность перевода крыла на A-10 Thunderbolt II, но законодатели Айовы посчитали, что миссия ISR предложит летчикам 132-го полка больше подготовки и навыков, которые будут применимы в 21 веке и помочь стимулировать экономику штата. 132-е крыло участвовало в воздушных боях во время Второй мировой войны, операции «Буря в пустыне» и войны в Ираке.
Эти изменения миссии вызвали некоторые споры по поводу статуса базы как авиационной базы, поскольку аэропорт Де-Мойна попытался аннулировать договор аренды базы и взимать «справедливую рыночную стоимость», что соответствовало правилам финансирования ФАУ того времени. Кроме того, вывод с базы истребителей привел к расформированию пожарного подразделения охраны, что вынудило аэропорт приватизировать пожарную охрану, которая ранее обеспечивалась военными. Спор был разрешен в краткосрочной перспективе путем перевода вертолетов Black Hawk из роты C 2-го батальона 147-го авиационного полка Национальной гвардии Айовы из Буна, штат Айова, на базу, заняв ангары, в которых раньше находились F-16. Эта проблема была окончательно решена подписью президента Обамы под документом HR 5944, который позволил аэропортам продолжать доступ к грантовому финансированию ФАУ, классифицируя операции национальной гвардии как авиационные.
С добавлением к базе подразделения Национальной гвардии начался переход к статусу совместной базы. В конце концов, авиаторы займут территорию к западу от главного терминала, а кибервойска к востоку от него.

## Статистика
| Место | Аэропорт                        | Пассажиры | авиакомпании                |
| ----- | ------------------------------- | --------- | --------------------------- |
| 1     | Денвер, Колорадо                | 253,000   | Frontier, Southwest, United |
| 2     | Чикаго–О'Хара, Иллинойс         | 185,000   | American, United            |
| 3     | Даллас/Форт-Уэрт, Техас         | 122,000   | American                    |
| 4     | Атланта, Джорджия               | 104,000   | Delta                       |
| 5     | Финикс-Скай Харбор, Аризона     | 85,000    | American                    |
| 6     | Шарлотт, Северная Каролина      | 76,000    | American                    |
| 7     | Миннеаполис/Сент-Пол, Миннесота | 65,000    | Delta                       |
| 8     | Сент-Луис, Миссури              | 62,000    | Southwest                   |
| 9     | Хьюстон–Интерконтинентал, Техас | 56,000    | United                      |
| 10    | Лас-Вегас, Невада               | 54,000    | Allegiant, Southwest        |

| Место | Авиакомпания       | Пассажиры | %      |
| ----- | ------------------ | --------- | ------ |
| 1     | Allegiant Air      | 555,000   | 19.24% |
| 2     | American Airlines  | 541,000   | 18.75% |
| 3     | United Airlines    | 464,000   | 16.07% |
| 4     | Southwest Airlines | 339,000   | 11.76% |
| 5     | Endeavor Air       | 278,000   | 9.62%  |
|       | Other              | 708,000   | 24.55% |

### Годовой трафика
Данные из запроса в Викиданные.
| Год  | Пассажиропоток | Изменения (%) |
| ---- | -------------- | ------------- |
| 2013 | 2,201,388      | ▲ 5.8%        |
| 2014 | 2,319,431      | ▲ 5.4%        |
| 2015 | 2,365,643      | ▲ 2.0%        |
| 2016 | 2,483,924      | ▲ 5.0%        |
| 2017 | 2,578,308      | ▲ 3.8%        |
| 2018 | 2,773,207      | ▲ 7.6%        |
| 2019 | 2,919,904      | ▲ 5.3%        |
| 2020 | 1,295,685      | ▼ 55.6%       |
| 2021 | 2,167,510      | ▲ 67.3%       |
| 2022 | 2,808,125      | ▲ 29.6%       |
| 2023 | 3,097,006      | ▲ 10.3%       |

## Авиакатастрофы и происшествия
- 2 декабря 1978 года самолет Douglas C-47A авиакомпании SMB Stage Line разбился недалеко от взлетно-посадочной полосы во время грузового рейса из Чикаго[37]. Причиной аварии стало обледенение корпуса самолета[38].
- 25 ноября 1985 года самолет Rockwell Aero Commander разбился при заходе на посадку из-за обледенения и, возможно, турбулентности следа, в результате чего погибли пилот и шесть членов женской легкоатлетической команды Университета штата Айова[39][40][41].
- 1 декабря 2007 года самолет United Express с 44 пассажирами на борту соскользнул с рулежной дорожки во время выруливания на взлетно-посадочную полосу для взлета. Никто не пострадал, но аэропорт был закрыт на семь часов после инцидента из-за снежного шторма, прошедшего через этот район.
- 13 марта 2008 года самолет Bombardier CRJ-200 авиакомпании Atlantic Southeast Airlines, выполнявший рейс Delta Connection, направлявшийся в Атланту, был задержан более чем на пять часов, когда незадолго до взлета в аэропорту была обнаружена мышь. Власти отложили рейс, чтобы осмотреть самолет на предмет повреждений, которые могла нанести мышь. Бригады технического обслуживания проверили проводку и компоненты самолета. Рейс вылетел в 11:39.
- 18 декабря 2010 года небольшой самолет Beechcraft Bonanza разбился при аварийной посадке в аэропорту. Директор аэропорта заявил, что у небольшого самолета возникли проблемы с двигателем, и развернулся в аэропорт. В конце концов у самолета отказал двигатель, и пилот смог планировать до конца взлетно-посадочной полосы. Самолет задел шасси конец ограждения взлетно-посадочной полосы, в результате чего нос самолета погрузился в снег. Полиция и службы экстренной помощи сообщили лишь о незначительных травмах[42].